# John Wodehouse (2e comte de Kimberley)
Pour les articles homonymes, voir John Wodehouse.
John Wodehouse, 2e comte de Kimberley, né le 10 décembre 1848 à Kimberley dans le comté de Norfolk et mort le 7 janvier 1932, est un homme politique britannique.

## Biographie
Il est le fils unique de John Wodehouse, 1er comte de Kimberley, anobli en 1866 à la suite de sa fonction de Lord lieutenant d'Irlande, puis Secrétaire d'État aux Affaires étrangères dans le gouvernement libéral du comte de Rosebery de 1894 à 1895. John Wodehose-fils étudie à Eton College puis au Trinity College de l'université de Cambridge, où il échouera toutefois à obtenir un diplôme. Issu d'une famille de grands propriétaires terriens, il dépense sans compter durant sa jeunesse, et il est déclaré en cessation de paiements en 1872. Cela ne l'empêche ni de se marier en 1875, ni de conserver de très bonnes relations avec son père, qu'il a rejoint comme membre actif du Parti libéral. Il est un temps juge de paix dans son comté natal, avant d'être déchu de cette fonction pour agression en 1895,.
À la mort de son père le 8 avril 1902 il hérite du titre de comte de Kimberley et d'un siège à la Chambre des lords. S'il siège initialement sur les bancs du Parti libéral, il rejoint le Parti travailliste après la Première guerre mondiale, devenant semble-t-il le tout premier membre travailliste de la Chambre des lords ; il est alors surnommé « le Comte travailliste » (the Labour Earl). Il n'est toutefois pas membre du premier gouvernement travailliste que connaisse le Royaume-Uni, l'éphémère gouvernement de Ramsay MacDonald en 1924. Il meurt en 1932 et son siège à la Chambre des lords revient à son fils John, ancien champion olympique de polo, qui siège avec le Parti libéral,,,,.